# Peisel
Peisel ist ein Ortsteil der Stadt Gummersbach im Oberbergischen Kreis im südlichen Nordrhein-Westfalen.

## Geographie
Peisel liegt ca. 7,9 km vom Stadtzentrum Gummersbach entfernt an der L 306 (von Meinerzhagen nach Engelskirchen) am rechten Ufer der Gelpe, einem etwa 5,2 km langen Nebenfluss der Leppe. Der Ortsteil Nochen grenzt nordöstlich an Peisel; ein weiterer benachbarter Gummersbacher Ortsteil ist Elbach im Südwesten.

## Geschichte
Laut Heinrich Dittmaier deutet der Ortsname (Peisel heißt in etwa „Tümpel, feuchte Stelle“) auf eine Entstehungszeit in der „jüngsten, nachmittelalterlichen Siedlungsschicht“.
1469 wurde der Ort erstmals urkundlich erwähnt, als ein Thomas in der Peisel als Zeuge bei einem Streit zwischen Berg und Mark fungierte.
Schon vor 1600 muss der Hof Peisel eine gewisse Bedeutung gehabt haben, da die später so bezeichnete Bauerschaft Niedergelpe zu jener Zeit nach diesem Hof benannt war. 1610 stellt Peisel den ersten Schritt zur Erweiterung des Schwarzenbergischen Grundbesitzes, der späteren Grafschaft Gimborn, dar: Adam von Schwarzenberg beansprucht in einem Schreiben an seinen Lehnsherrn, den Brandenburgischen Kurfürsten Johann Sigismund, die „Bauerschaft Peyssel mit deren 24 Kotten, Gehuchteren und Leuthe, welche darinnen gesessen“ und dass „das Gericht Peyssel dem Gericht Gimborn uniirt und incorporirt“ werde.
Gut zweihundert Jahre später wird über den Ort berichtet:

„Auf diesem Hofe wohnte ehedem ein Junckherr, der eine eigene Gerichtsbarkeit, besaß, wozu auch eine Gewisse Hofesgerechtigkeit über verschiedene nahe dabey liegende Güter gehörte, über welche auf diesem Hofe ein gewisses Lehn oder Lathengericht gehalten wurde (…) Von einem ehemaligen Schlosse oder Burg auf welchem der Junckherr daselbst gewohnt haben soll, findet man izt keine Spur mehr. Unter diesem Hofe und nahe dabey liegt eine Herrschaftliche Kornmühle, welche aber in Erbpacht ausgethan ist. Sie wird von dem Gelper Bach getrieben.“

Der Ort Peisel gehörte bis 1806 zur Reichsherrschaft Gimborn-Neustadt. Nach seiner Zugehörigkeit zum Großherzogtum Berg (1806–1813) und einer provisorischen Übergangsverwaltung kam die Region aufgrund der auf dem Wiener Kongress getroffenen Vereinbarungen 1815 zum Königreich Preußen. Unter der preußischen Verwaltung gehörte der Ort zunächst zum Kreis Gimborn (1816–1825) und danach zum Kreis Gummersbach in der Rheinprovinz. Im Jahr 1843 standen in Peisel 5 Häuser.
Um 1800 hatte Peisel 15 Einwohner, um 1900 war die Einwohnerzahl auf 38 gestiegen.

## Schulwesen
1885 entschloss man sich, in Peisel zur Entlastung der überfüllten Schulen in Hülsenbusch und Berghausen eine neue Schule zu gründen. Bis zu 100 Kinder wurden hier einklassig unterrichtet, bis 1947 schichtweise zweiklassig und ab 1954 schließlich auch in einem zweiten Klassenraum. Als in den 1970er Jahren die Mittelpunktschule in Hülsenbusch-Wegescheid fertig war, wurde die Peiseler Schule geschlossen. Seit einigen Jahren beherbergt das in massiver Bruchsteinbauweise errichtete, hervorragend erhaltene Schulgebäude die „Freie Christliche Grundschule Peisel“.

## Verkehr
Die Haltestelle von Peisel wird über die Buslinien 307 (Gummersbach Bf – Berghausen – Lindlar) (hier jedoch Haltestelle Nochen, ca. 100 m entfernt) sowie 316 (Gummersbach Bf – Neuremscheid) angeschlossen.